# Orlu, Ariège

Orlu este o comună în departamentul Ariège din sudul Franței. În 1 ianuarie 2022 avea o populație de 160 de locuitori.